# Vis Pesaro Calcio 1987-1988
Questa pagina raccoglie le informazioni riguardanti la Vis Pesaro Calcio nelle competizioni ufficiali della stagione 1987-1988.

## Rosa
| N. |                   | Ruolo | Calciatore                 |
| -- | ----------------- | ----- | -------------------------- |
|    | Italia (bandiera) | C     | Roberto Alberti Mazzaferro |
|    | Italia (bandiera) | C     | Angelo Bevanati            |
|    | Italia (bandiera) | A     | Alessandro Bonesso         |
|    | Italia (bandiera) | D     | Adamo Bruni                |
|    | Italia (bandiera) | A     | Sandro Cangini             |
|    | Italia (bandiera) | C     | Vittorio Cessario          |
|    | Italia (bandiera) | C     | Massimo Falconi            |
|    | Italia (bandiera) | D     | Mirco Fratta               |
|    | Italia (bandiera) | C     | Marco Giampietro           |
|    | Italia (bandiera) | C     | Massimo Mauti              |

| N. |                   | Ruolo | Calciatore          |
| -- | ----------------- | ----- | ------------------- |
|    | Italia (bandiera) | D     | Marco Mazzoli       |
|    | Italia (bandiera) | P     | Maurizio Moscatelli |
|    | Italia (bandiera) | P     | Andrea Muccioli     |
|    | Italia (bandiera) | D     | Davide Nardi        |
|    | Italia (bandiera) | D     | Alberto Pari        |
|    | Italia (bandiera) | C     | Fabrizio Perrotti   |
|    | Italia (bandiera) |       | Pieri               |
|    | Italia (bandiera) | A     | Gianluca Righetti   |
|    | Italia (bandiera) | C     | Delio Rossi         |

## Risultati

### Campionato

#### Girone di andata
| 20 settembre 1987 1ª giornata | Monza | 0 – 0 | Vis Pesaro |  |

| 27 settembre 1987 2ª giornata | Vis Pesaro | 1 – 0 | Ancona |  |

| 4 ottobre 1987 3ª giornata | Vis Pesaro | 3 – 0 | Ospitaletto |  |

| 11 ottobre 1987 4ª giornata | Pavia | 1 – 1 | Vis Pesaro |  |

| 18 ottobre 1987 5ª giornata | Vis Pesaro | 1 – 2 | Prato |  |

| 25 ottobre 1987 6ª giornata | Reggiana | 3 – 0 | Vis Pesaro |  |

| 1º novembre 1987 7ª giornata | Vis Pesaro | 3 – 1 | Derthona |  |

| 8 novembre 1987 8ª giornata | Virescit Bergamo | 2 – 1 | Vis Pesaro |  |

| 15 novembre 1987 9ª giornata | Vis Pesaro | 2 – 1 | Trento |  |

| 22 novembre 1987 10ª giornata | Lucchese | 0 – 0 | Vis Pesaro |  |

| 29 novembre 1987 11ª giornata | Vis Pesaro | 0 – 0 | Fano |  |

| 6 dicembre 1987 12ª giornata | Rimini | 1 – 0 | Vis Pesaro |  |

| 13 dicembre 1987 13ª giornata | Vis Pesaro | 0 – 0 | SPAL |  |

| 20 dicembre 1987 14ª giornata | Lanerossi Vicenza | 4 – 0 | Vis Pesaro |  |

| 3 gennaio 1988 15ª giornata | Spezia | 2 – 0 | Vis Pesaro |  |

| 10 gennaio 1988 16ª giornata | Vis Pesaro | 3 – 0 | Pro Livorno |  |

| 17 gennaio 1988 17ª giornata | Centese | 0 – 1 | Vis Pesaro |  |

#### Girone di ritorno
| 24 gennaio 1988 18ª giornata | Vis Pesaro | 0 – 1 | Monza |  |

| 31 gennaio 1988 19ª giornata | Ancona | 1 – 1 | Vis Pesaro |  |

| 7 febbraio 1988 20ª giornata | Ospitaletto | 0 – 1 | Vis Pesaro |  |

| 21 febbraio 1988 21ª giornata | Vis Pesaro | 1 – 0 | Pavia |  |

| 28 febbraio 1988 22ª giornata | Prato | 5 – 0 | Vis Pesaro |  |

| 6 marzo 1988 23ª giornata | Vis Pesaro | 1 – 0 | Reggiana |  |

| 13 marzo 1988 24ª giornata | Derthona | 0 – 0 | Vis Pesaro |  |

| 20 marzo 1988 25ª giornata | Vis Pesaro | 0 – 1 | Virescit Bergamo |  |

| 2 aprile 1988 26ª giornata | Trento | 0 – 1 | Vis Pesaro |  |

| 10 aprile 1988 27ª giornata | Vis Pesaro | 1 – 0 | Lucchese |  |

| 17 aprile 1988 28ª giornata | Fano | 0 – 1 | Vis Pesaro |  |

| 24 aprile 1988 29ª giornata | Vis Pesaro | 1 – 1 | Rimini |  |

| 8 maggio 1988 30ª giornata | SPAL | 4 – 3 | Vis Pesaro |  |

| 15 maggio 1988 31ª giornata | Vis Pesaro | 2 – 1 | Lanerossi Vicenza |  |

| 22 maggio 1988 32ª giornata | Vis Pesaro | 1 – 0 | Spezia |  |

| 29 maggio 1988 33ª giornata | Pro Livorno | 1 – 0 | Vis Pesaro |  |

| 5 giugno 1988 34ª giornata | Vis Pesaro | 6 – 1 | Centese |  |